# Syntrichia pseudolatifolia
Syntrichia pseudolatifolia là một loài Rêu trong họ Pottiaceae. Loài này được (Cardot) M.J. Cano & M. T. Gallego mô tả khoa học đầu tiên năm 2008.